# مستشفى العاشر من رمضان الجامعي
مستشفى العاشر من رمضان الجامعي هو مستشفى تعليمي حكومي مصري، وأحد مستشفيات جامعة الزقازيق، يتبع كلية الطب (جامعة الزقازيق)، يقع بمنطقة المحور المركزي بمدينة العاشر من رمضان بمحافظة الشرقية على مساحة حوالي 5.5 فدان، بدأ العمل على إنشائه سنة 2019 واُفتتح رسميًا في يوليو 2022.
يتكون المستشفى من مبنى رئيسي من ستة طوابق على مساحة 5000 متر مربع، يضم المكاتب الإدارية والتجهيزات الطبية، وبلغت طاقته الاستيعابية سنة 2022 حوالي 286 سرير، ومبنى تعليمي على مساحة 1500 متر مربع، بطاقة استيعابية حوالي 500 طالب، مكون من طابقين عبارة عن قاعتين للمحاضرات والاجتماعات.

## الأقسام والتخصصات
يضم مستشفى العاشر من رمضان الجامعي عدة أقسام هي الأشعة، الطوارئ، المعامل، العيادات الخارجية، غسيل كلوى، ولادة طبيعية، مناظير باطنة وجراحية، رعاية مركزة، ورعاية مركزة للأطفال.

## وصلات خارجية
- المجموعة الرسمية للمستشفى على موقع فيس بوك.